# Елеватор Ласерда
Елеватор Ласерда (порт. Elevador Lacerda) — пасажирський ліфт, пам'ятка міста Салвадор, Федеративна республіка Бразилія. Підйомник Ласерда з'єднує Верхнє місто (історичний центр Салвадора) з Нижнім — діловими та фінансовими районами.
Конструктивно підйомник Ласерда складається з двох веж: одна з них несе чотири ліфтові шахти; інша, розташована вздовж схилу і, частково, в товщі гори, служить місцем розташування противаг. Загальна висота споруди — 72 метра. 
Підйомник включає в себе чотири ліфтові кабіни, розраховані на 32 пасажира кожна. Час підйому на висоту 50 метрів — близько 30 секунд.
Підйомник, будучи засобом міського пасажирського транспорту міста Салвадор, перевозить до 900 000 людей на місяць (або в середньому 28 000 осіб в день). Вартість проїзду — 15 сентаво.
Традиційно саме підйомник Ласерда вважається центром столиці штату Баїя. Верхній майданчик підйомника виходить до величного палацу Ріо Бранко, колишньої резиденції губернатора штату, нині Бразильського музею. З верхнього майданчика відкривається чудовий вид на Нижнє місто, затоку Всіх Святих, форт Санту-Антоніу-да-Барра, ринок Модело, колишній один з найбільших невільничих ринків узбережжя. Від майданчиків підйомника розходяться вулиці як Верхнього, історичного, міста, так і Нижнього, торгового.
Підйомник Ласерда неодноразово згадується в творах  Жоржі Амаду.

## Історія підйомника Ласерда
- 1869 — Початок будівництва споруди на місці ручного підйомника єзуїтів. Здійснюється під керівництвом інженера Аугусто Фредеріко де Ласерда, брата засновника акціонерного товариства міського транспорту Салвадора — Антоніо Франсіско де Ласерда. При будівництві використовується сталь, імпортована з Великої Британії.
- Грудень 1873 — Відкриття підйомника, оснащеного двома гідравлічними ліфтами; спочатку підйомник отримав ім'я Elevador do Parafuso.
- 1896 — Підйомник отримує справжнє ім'я на честь свого будівельника Аугусто Фредеріко де Ласерда.
- 1906 — Електрифікація ліфтів.
- 1930 — Перебудова вежі ліфта в стилі ар Деко з додаванням ще двох пасажирських кабін. Підйомник набуває свого нинішнього вигляду.
- 1980-і роки — Реконструкція несучих конструкцій ліфта.
- 1997 — Реконструкція електричних машин, оснащення електронною системою контролю.
- 2002 — Організоване підсвічування пам'ятки в нічний час.
- 2006 — Підйомник Ласерда внесений до списку художньої та історичної спадщини Бразилії.